# Saint-Georges-sur-Eure
Saint-Georges-sur-Eure è un comune francese di 2 579 abitanti situato nel dipartimento dell'Eure-et-Loir nella regione del Centro-Valle della Loira.

## Società

### Evoluzione demografica
Abitanti censiti